# Каллиграффити
Каллиграффити — художественный стиль, сочетающий в себе каллиграфию, типографику и граффити. Его можно классифицировать как абстрактный экспрессионизм или абстрактный вандализм. Каллиграффити определяется как визуальное искусство, объединяющие буквы в композиции, которые пытаются передать более глубокий смысл через письмо, изменённое эстетически, чтобы выйти за пределы буквального значения. Каллиграффити может выступать в качестве эксперимента с эстетикой, либо как провокационное искусство, смешивающее традицию и точность с современным необузданным самовыражением.

## Определение и краткая история
Происхождение термина «каллиграффити» остаётся неясным. Голландскому художнику Нильсу Шу Мельману часто ошибочно приписывают авторство этого термина, которое он использовал в 2007 году в качестве названия для своей персональной выставки. Мельман описывает каллиграффити как «традиционное ручное письмо с мироощущением мегаполиса» и «путь превращения искусства улицы в интерьер музеев, галерей и апартаментов». В интервью он определял саму технику как «прямую в целом и утончённую в деталях», создающую ровный баланс между видением и чтением слова и изображения, где буквы, письмо и сам язык становятся образом или абстракцией."
Однако, термин каллиграффити появился как минимум за 30 лет до выставки Мельмана. Канадский художник Брайон Гайсин использовал его в своей последней выставке «Каллиграффити огня» (англ. Calligraffiti of Fire), проходившей в Галерее Сами Кинж в Париже с 19 апреля по 19 мая 1986 года, а также в качестве названия книги, сопровождавшей эту выставку. Термин также упоминается в книге о постмодернизме Spirits Hovering Over the Ashes: Legacies of Postmodern Theory Х. Л. Хикса, опубликованной в 1995 году.
Иорданский художник и искусствовед Видждан Али также использовала термин «каллиграфити» в своей книге 1997 года Modern Islamic Art: Development and Continuity для описания стиля искусства, процветавшего на Ближнем Востоке и в Северной Африке с середины XX века. Она определила каллиграффити как использование обычного письма, где работа художника состоит из персонализации своего почерка в современной композиции." Она выступала за использование этого термина, так как считала этот тип искусства вдохновлённым каллиграфией, а также близким к стилю граффити-художников. Первыми художниками, работающими в этом стиле, стали Хасан Массуди, Хоссейн Зендеруди и Парвиз Танаволи. Она также определяет каллиграффити как особый стиль в школе каллиграфического искусства (также известный как движение Хуруфийя).
Каллиграффити отличается от прочих стилей каллиграфического искусства тем, что оно не имеет правил, а художникам не требуется формальное обучение. В то время как традиционная каллиграфия в исламском мире связана очень строгими правилами, не в последнюю очередь запретом на использование изображений человеческой формы в рукописях, каллиграффитисты освобождены от таких правил и позволяют себе изменять и деконструировать буквы, а также творчески сочетать их с другими символами и фигурами. Они не ограничиваются использованием реальных букв. Вместо этого они выходят за рамки простого преобразования арабских или англоязычных слов в визуальные композиции и изобретают новые языки.
Али также делает различие между каллиграффити и псевдо-каллиграффити. Первое она относит к использованию каллиграфии без правил пропорции, в то время как псевдо-каллиграфия, по её мнению, это полная абстракция, в которой буквы могут быть или не быть разборчивыми.
Практика каллиграффити, по-видимому, берёт своё начало на Ближнем Востоке и в Северной Африке примерно в 1950-х годах, когда местные художники, ища визуальный язык, который выражал бы их национальную идентичность и наследие, начали включать арабские буквы в качестве графической формы в свои произведения. Художники, такие как ливанский художник и поэт Этель Аднан, египетский художник Рамзи Мустафа и иракский художник, скульптор и философ Шакир Хассан Аль Саид, искали способы использования арабских букв в своих абстрактных композициях.
Распространение каллиграффити стало набирать обороты в начале XXI века, когда ближневосточные уличные художники начали активно использовать городские пространства для искусства каллиграффити, предназначенного для передачи политических или провокационных заявлений. Эта практика уличного искусства была особенно заметна во время волны народных протестов с 2010 по 2013 год, которые получили обобщающее название Арабская весна. Это способствовало привлечению вниманию к этому виду искусства всего мира. Ряд художников, работавших с каллиграффити, признавали важное для них влияние ближневосточных каллиграффитистов. Например, тунисский художник-каллиграф Эль Сид называл произведения иракского художника Хассана Массуди в качестве основного своего источника вдохновения. Он высказывал мнение, что Хассан Массуди совершил тотальную революцию в искусстве каллиграфии.

## Характеристики
Создание каллиграффити представляет собой сложный процесс. Его специфика заключается в его парадоксальной природе, поскольку он характеризуется и состоит из множества элементов, которые кажутся противоречивыми:
- смешение традиций и современности
- культурный обмен и политическая диверсия
- красота и провокация
- точность и спонтанность
- философичность и реакционность
- буквальность и метафоричность

Это требует от художника общего видения: от послания, которое он пытается передать, до формы букв и более широкой картины, которую он создаёт. Совмещение граффити с художественной формой заставляет автора задуматься и сознательно создавать произведение, которое вызовет определённое чувство или реакцию у зрителя. Однако использование букв в качестве художественного средства требует практики, точности и предусмотрительности.